# François Mugnier
François Mugnier, né le 26 avril 1831 à Rumilly et mort le 22 mars 1904 à Chambéry, est un magistrat savoyard, puis français qui termine sa carrière comme conseiller à la Cour d'Appel de Chambéry. Spécialiste de l'histoire littéraire et politique de la Savoie, il devient président de la Société savoisienne d'histoire et d'archéologie (1882-1904).

## Biographie
François Mugnier naît le 26 avril 1831 à Rumilly, dans le duché de Savoie. Il est le fils de François Mugnier. Il entreprend des études classiques au collège de la capitale de l'Albanais avant de poursuivre en seconde année de philosophie au collège national de Chambéry.
Il poursuit ses études de droit à Turin, capitale du royaume de Sardaigne, où il obtient son doctorat en droit civil et canon de l'Université de Turin, le 18 juillet 1854,.
Il commence sa carrière en tant que juge dans le mandement de Lanslebourg (1856), puis magistrat du royaume, en tant que juge adjoint au tribunal civil de Chambéry (1857),. À la veille de l'union du duché de Savoie à la France (juin 1860), il est fait substitut de Procureur du roi, le 1er mai 1860,.
François Mugnier poursuit sa carrière dans l'administration française. Il obtient divers postes en dehors de sa province :  substitut à Valence (Drôme), puis procureur impérial à Embrun (1863), à Die (1866), à Vienne (1867), procureur de la République à Annecy (1870), substitut du procureur général (1874) puis conseiller (1875) à Aix,,. Il revient en 1878 en Savoie, où il devient conseiller à la Cour d'Appel de Chambéry,.
Membre de la Société savoisienne d'histoire et d'archéologie depuis 1855, il en devient président à partir du 22 février 1882 jusqu'à sa mort. Il est d'ailleurs l'auteur d'ouvrages sur la Savoie, notamment dans le bulletin de la Société.
En retraite en 1902, il quitte ses fonctions avec le titre de président honoraire.
Il meurt le 22 mars 1904 à Chambéry. Son gendre, le colonel Roux, fait don aux Archives de la Haute-Savoie des papiers de son beau-père.

## Ouvrages
- Nouvelles lettres de Madame de Warens : Suisse et Savoie, 1722-1760, H. Champion, Paris, 1900, 144 pages (lire en ligne sur Gallica).
- La vie et les poésies de Jean de Boyssoné, professeur de droit à Toulouse et à Grenoble, conseiller au Parlement de Chambéry, H. Champion, Paris, 1897, 508 pages.
- Marc-Claude de Buttet, poète savoisien (XVIe siècle). Sa vie, ses œuvres poétiques en prose et en français. L'Apologie Pour la Savoie, H. Champion, Paris, 1896, 232 pages (réédition Slatkine Reprint, Genève, 1971).
- Les manuscrits à miniatures de la maison de Savoie : le bréviaire de Marie de Savoie, duchesse de Milan, les heures des ducs Louis et Amédée IX, F. Ducloz, Moutiers, 1894, 124 pages (lire en ligne sur Gallica).
- Les Savoyards en Angleterre au XIIIe siècle et Pierre d'Aigueblanche évêque d'Héreford, Imprimerie Ménard, Chambéry, 1890, 324 pages
- Petites Annales d'Annecy (1598-1628) , publiées et annotées, Impr. de F. Abry, Annecy, 1885 (lire en ligne sur Gallica).
- Chronologies pour les études historiques en Savoie, Impr. de Ménard (Chambéry), 1884, 118 pages (lire en ligne sur Gallica).

## Distinctions
Il a reçu les distinctions suivantes :
- Officier de l'ordre de la Couronne d'Italie

- Officier d'académie
- Chevalier de la Légion d'honneur

### Fonds d'archives
- « Inventaire du fonds Mugnier (1 F 1-6) », Archives départementales de la Savoie
- « Inventaire du fonds Mugnier-Roux (4 J 1-133) » par Robert Avezou et Jean-Yves Mariotte (1971), repris par Céline Chéry (2021), Archives départementales de la Haute-Savoie